# Kenny Dorham
McKinley Howard Dorham (Fairfield, 30 augustus 1924 - New York, 5 december 1972) was een Amerikaanse jazztrompettist, zanger en componist. Hij was een actieve bop-trompettist die met talloze musici samenspeelde en veel heeft opgenomen. Hij was componist van de jazzstandard "Blue Bossa".
Dorham had muzikale ouders en kreeg vanaf zijn zevende jaar pianoles. Op highschool, in 1939, stapte hij over op trompet. Tijdens zijn studie scheikunde speelde hij in een college dance band, naast onder meer Wild Bill Davis. In 1943 was hij groepslid van de band van Russell Jacquet, in 1944 speelde hij bij Frank Humphries. Hij speelde hij in de bigbands van Billy Eckstine, Dizzy Gillespie (1946), Lionel Hampton (1947) en Mercer Ellington, de groep van Charlie Parker (als vervanger van Miles Davis, 1948-1950) en de oorspronkelijke Jazz Messengers (met Horace Silver). Hij begeleidde Thelonious Monk (1951-1952) en Sonny Rollins en verving Clifford Brown in de hardbop-groep van Max Roach. Als sideman speelde Dorham in de jaren veertig en vijftig op veel platen mee, van de genoemde musici maar bijvoorbeeld ook van Sonny Stitt, Kenny Clarke, Hank Mobley, Cecil Taylor en Abbey Lincoln.
Dorham was niet alleen sideman, maar had ook zijn eigen groepen zoals The Jazz Prophets waarmee een live-plaat werd opgenomen die op Blue Note uitkwam. In 1963 kwam saxofonist Joe Henderson in de groep, met wie hij bevriend raakte en drie platen zou maken. Dorham was in de jaren zestig regelmatig in de opnamestudio's van Blue Note en Prestige, als sideman (voor onder meer Jackie McLean en Milt Jackson) en leider van eigen bands. Voor Blue Note maakte hij albums met onder meer Herbie Hancock. Zijn Blue Note-platen behoren tot het beste dat hij heeft opgenomen.
In de tweede helft van de jaren zestig was Dorham gedwongen naast de muziek een bijbaan te hebben. Ook schreef hij plaatrecensies voor Down Beat. In zijn laatste jaren had Dorham problemen met zijn nieren, waaraan hij uiteindelijk ook is overleden.

## Discografie (selectie)
- Afro-Cuban, Blue Note, 1955
- Jazz Contrasts, Riverside, 1957
- Kenny Dorham Quintet, Victor, 1957
- 2 Horns, 2 Rhythms, Riverside, 1957
- Kenny Dorham Sings and Plays: This Is the Moment!, Riverside, 1958
- Whistle Stop, Blue Note, 1961
- Una Mas, Blue Note, 1963
- Trompeta Toccata, Blue Note, 1965